# Ветряк Болле

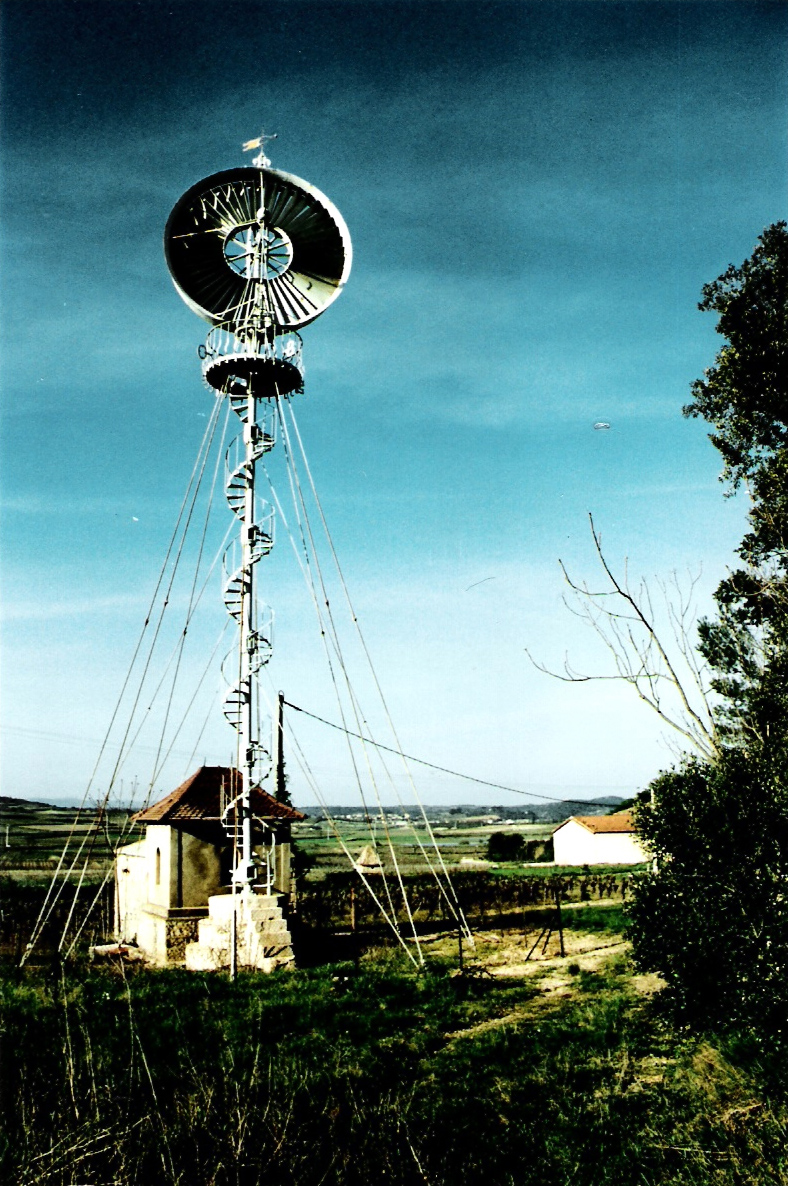
Ветряк Болле.

Ветряк Болле (фр. Éolienne Bollée) — ветрогенератор, созданный Эрнестом Сильвеном Болле (19 июля 1814—1891) и Огюстом Сильвеном Болле (1847—1906). Ветряк был запатентован в 1868 году. Особенностью ветряка является то, что его конструкция напоминает конструкцию водяной турбины. В 1885 был выдан еще один патент. Турбины, построенные в соответствии с его положениями, были коммерчески успешны.

## История
В 1868 году Эрнест Болле и его сын Огюст получили патент № 79985 на «гидравлический ветряной двигатель». В 1860-х годах, из-за плохого состояния здоровья Эрнест передал контроль над тремя частями своего бизнеса каждому из своих сыновей. Огюст получил контроль над производством ветряных двигателей. По оценкам, Огюст возвёл около 260 ветряков. В 1898 году Огюст продал бизнес Эдуару-Эмилю Леберу. В 1918 году Лебер передал бизнес Гастону Дюплею, а 1 января 1926 года бизнес перешел в Société Anonyme des Éoliennes Bollée (SAEB). SAEB возвела не менее трех 7-метровых (23 футов) ветряков.

## Строительство
Ветряк был спроектирован таким образом, чтобы иметь модульную форму, что позволяло строить ветряк различных размеров. Уникальность ветряка Болле была в том, что у него было два ряда лопастей: первый был статором, а второй — ротором. У статора было больше лопастей, чем у ротора, и находился с наветренной стороны. То есть, ветер сначала обдувал его, а потом уже крутил ротор. Новое устройство, добавленное к патенту 1885 года (№ 167726) представляло собой воронку, прикрепленную к статору, которая позволяла ветряку захватывать большее количество воздуха и, следовательно, увеличивать скорость и мощность.

## Уникальная особенность
Благодаря статору, ветряк является уникальным среди ветряных мельниц. У всех ветряных мельниц есть турбина. Ветряк Болле — единственная ветряная турбина, в которой ветер проходит через набор неподвижных лопастей (статор), прежде чем привести в действие саму ветряную мельницу (ротор).

## Расположение
Некоторые ветряки еще сохранились. Во Франции самый старинный из сохранившихся ветряков находится на литейном заводе в Сен-Жан-де-Брей, недалеко от Орлеана. Один находится в рабочем состоянии в Эпюизе, Луар и Шер, а другой — в музее Болле в Орлеане. Некоторые из них были приведены в рабочее состояния. В замке Сомюр также расположен ветряк.